# Indlæsningsenheder
Indlæsningsenheder er apparater beregnet på at blive tilsluttet en computer, sådan at denne kan hente data fra diverse medier. Eksempler¨på indlæsningsenheder er:
- En diskette (floppy) findes primært i to størrelser, en 5.25" og en 3.5" størrelse. De store blev brugt på gamle maskiner, mens man stort set kun finder de små efter 1990. Også 8" disketter fandtes på ældre, større maskiner. Disketter består af en tynd plade af plastic med en magnetisk belægning af jernoxider, hvorpå oplysninger kan lagres.
- En harddisk virker efter samme princip som disketten, men er lavet i en bedre kvalitet: Den kan lagre og gengive data hurtigere og i større mængder end disketten; til gengæld kan man modsat disketten ikke skifte selve lagringsmediet ud.
- Et CD-ROM-drev
- Et DVD-drev
- Hukommelseskort
- Netværksenheder